# Митрофан Костурски
Митрофан (на гръцки: Μητροφάνης, Митрофанис) е православен духовник от началото на XVII век, костурски митрополит на Охридската архиепископия.

## Биография
Митрофан е споменат в ктиторския надпис на костурския храм „Света Богородица Апостолашка“ от годината ζριδ' (1606). На 10 май 1611 година подписва сигилий на патриарх Неофит II Константинополски, с който се потвърждава ставропигиалния характер на манастира „Успение Богородично“ в Пендели.
Като костурски митрополит Митрофан заедно епископ Захарий Преспански с подпомага архиепископ Атанасий I Охридски в революционната му дейност.